# Ängsticka
Ängsticka (Xanthoporus syringae) är en svampart som först beskrevs av Erast Parmasto, och fick sitt nu gällande namn av Audet 20 10. Xanthoporus syringae ingår i släktet Xanthoporus, klassen Agaricomycetes, divisionen basidiesvampar och riket svampar.   Inga underarter finns listade i Catalogue of Life.
I den svenska databasen Dyntaxa används istället namnet Albatrellus syringae för samma taxon.  Arten är reproducerande i Sverige.